# Дрімлюга (рід)
Дрімлюга (Caprimulgus) — рід дрімлюгоподібних птахів родини дрімлюгових (Caprimulgidae). Представники цього роду мешкають в Євразії, Африці і Австралазії. Дрімлюга звичайний є єдиним видом цього роду, поширеним в Україні.

## Опис
Дрімлюги — дрібні і середнього розміру птахи, середня довжина яких становить 18-43 см, а вага 21-119 см. Вони мають довгі, вузькі крила, довгий хвіст і короткі, слабкі лапи. Дзьоб відносно невеликий, однак його розміри компенсуються за рахунок дуже широкого розрізу рота, по краях якого ростуть довгі, цупкі щетинки. У більшості видів дрімлюг середній палець на лапі є довгим і витягнутим, птахи використовують його для догляду за своїм тілом. Оперення більшості видів дрімлюг м'яке і пухке, як у сов, і має бурувате або сірувате забарвлення, що допомагає птахам у маскуванні. Дрімлюгам загалом не притаманний статевий диморфізм, однак у самців багатьох видів на крилах є білі плями на нижній стороні крил та збоку на хвості, відсутні у самиць.
Дрімлюги ведуть нічний і присмерковий спосіб життя. В польоті вони схожі на серпокрильців або соколів — літають швидко, беззвучно, виконують різні повороти або зависають в повітрі. Живляться дрібними комахами, яких ловлять в польоті. Лише деякі види дрімлюг будують спеціальні гнізда, більшість з них відкладають яйця прямо на сухий ґрунт.
Більшість видів дрімлюг, поширених в Палеарктиці, є перелітними. Деякі види адаптувалися до життя у високогірних районах або у високих широтах: при несприятливих умовах вони здатні декілька днів обходитися без їжі або впадають у торпор, що може тривати від кількох днів до кількох тижнів.

## Види
Виділяють 39 видів:
- Дрімлюга іспанський (Caprimulgus ruficollis)
- Дрімлюга великий (Caprimulgus indicus)
- Дрімлюга маньчжурський (Caprimulgus jotaka)[20]
- Дрімлюга палауський (Caprimulgus phalaena)[21]
- Дрімлюга звичайний (Caprimulgus europaeus)
- Дрімлюга танзанійський (Caprimulgus fraenatus)
- Дрімлюга акацієвий (Caprimulgus rufigena)
- Дрімлюга буланий (Caprimulgus aegyptius)
- Дрімлюга пакистанський (Caprimulgus mahrattensis)
- Дрімлюга нубійський (Caprimulgus nubicus)
- Дрімлюга золотистий (Caprimulgus eximius)
- Дрімлюга бенгальський (Caprimulgus atripennis)
- Дрімлюга великохвостий (Caprimulgus macrurus)
- Дрімлюга сундайський (Caprimulgus meesi)[22]
- Дрімлюга андаманський (Caprimulgus andamanicus)[23]
- Дрімлюга філіпінський (Caprimulgus manillensis)
- Дрімлюга сулавеський (Caprimulgus celebensis)
- Дрімлюга сомалійський (Caprimulgus donaldsoni)
- Дрімлюга рудогорлий (Caprimulgus nigriscapularis)
- Дрімлюга міомбовий (Caprimulgus pectoralis)
- Дрімлюга гірський (Caprimulgus poliocephalus)
- Дрімлюга індійський (Caprimulgus asiaticus)
- Дрімлюга мадагаскарський (Caprimulgus madagascariensis)
- Дрімлюга болотяний (Caprimulgus natalensis)
- Дрімлюга субтропічний (Caprimulgus solala)[24]
- Дрімлюга блідий (Caprimulgus inornatus)
- Дрімлюга джибутійський (Caprimulgus stellatus)
- Дрімлюга савановий (Caprimulgus affinis)
- Дрімлюга плямистий (Caprimulgus tristigma)
- Дрімлюга суматранський (Caprimulgus concretus)
- Дрімлюга скельний (Caprimulgus pulchellus)
- Дрімлюга заїрський (Caprimulgus prigoginei)
- Дрімлюга джунглевий (Caprimulgus batesi)
- Дрімлюга польовий (Caprimulgus climacurus)
- Дрімлюга ефіопський (Caprimulgus clarus)
- Дрімлюга габонський (Caprimulgus fossii)
- Дрімлюга-прапорокрил камерунський (Caprimulgus longipennis)
- Дрімлюга-прапорокрил ангольський (Caprimulgus vexillarius)
- Caprimulgus ritae

## Етимологія
Наукова назва роду Caprimulgus у перекладі з латинської буквально означає «козодой» або «дояр кіз» (від латинських слів лат. caper — коза і mulgeō — доїти), її було запозичено з «Природничої історії» (Liber X 26 Ivi 115) Плінія Старшого; цей відомий римський історик та письменник вважав, що птахи ночами п'ють козяче молоко, присмоктавшись до вимені тварин, які згодом сліпнуть та гинуть. Дійсно, птахів нерідко бачили майже біля самих ніг худоби, що пасеться. Однак це пов'язано з великою кількістю комах, які були потривожені тваринами або злітаються на запах козиних кізяків. На цих комах дрімлюга і влаштовував полювання. Назва, заснована на помилковій думці, збереглася не лише в науці, а й перекочувала у кілька європейських мов.